# Ptolemaida
Ptolemaida (griechisch Πτολεμαΐδα (f. sg.), älter auch Ptolemais Πτολεμαΐς) ist eine Stadt und Verwaltungssitz der Gemeinde Eordea in der griechischen Region Westmakedonien. Bis 2010 war sie eine eigenständige Gemeinde in der Präfektur Kozani, als solche bis 1997 Hauptstadt der Provinz Eordea.

## Geographie, Geologie und Klima

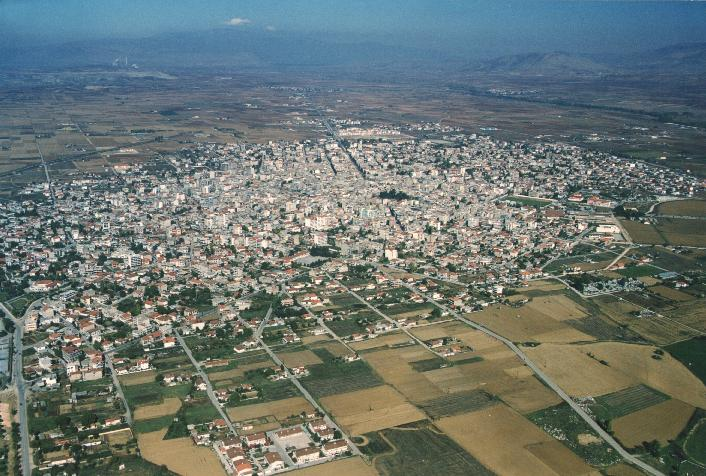
Luftaufnahme der Stadt Ptolemaida 2006

### Geographie

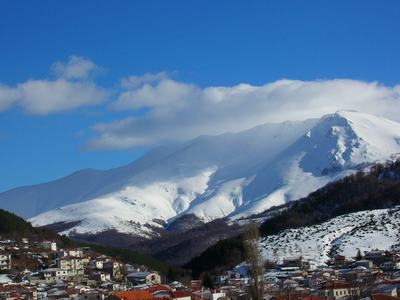
Berg Askio (Siniatsiko)

Ptolemaida liegt in der Mitte der Hochebene von Eordaia im Nordteil der Präfektur Kozani auf einer Höhe von 600 m. Im Umkreis von mehreren Kilometern um die Stadt finden sich keine Erhebungen. Dennoch ist Ptolemaida im Süden, Westen und Osten von Bergen eingerahmt. Südwestlich der Stadt liegt der Berg Siniatsiko (Askio; 2111 m), welcher mit seinen Ausläufern Ptolemaida auch teilweise im Süden mit Abstand von einigen Kilometern umfasst. Ost-nordöstlich liegen die Ausläufer des Vermio-Gebirges mit den Gipfeln Mavri Petra (2027 m), Palati (1895 m) und Vermio (2050 m). Östlich von Ptolemaida erhebt sich der ebenfalls zum Vermio-Gebirge gehörige Gipfel Kokkini Magoula (1485 m). Nordwestlich jenseits des Cheimatitidia-Sees finden sich die Höhenzüge des Vitsi-Massivs (oder Verno; 2128 m), westlich der Stadt geht der Berg Askio in den Berg Korisos (1386 m) über. Zwischen Korisos, Askio einerseits und Vitsi andererseits führt der Klissoura-Pass nach Kastoria.
Die Entfernung zur südlich gelegenen Präfekturhauptstadt Kozani beträgt 28 km, zum nordwestlich gelegenen Florina sind es 54 km und zur ostnordöstlich gelegenen Stadt Edessa sind es auch 54 km. Die Entfernung in das östlich gelegene Thessaloniki beträgt ca. 150 km.

### Klima
Das Klima in Ptolemaida ist kontinental mit heißen Sommern und kalten Wintern. Schneefall ist in Ptolemaida im Winter die Regel. Die Konzentration von Kraftwerken um Ptolemaida herum, dessen Lage in der Ebene von Eordaia sowie die gemessen an mitteleuropäischen Standards mangelnde Abluftreinigung der Kraftwerke bedingt eine im Vergleich zu ähnlichen Regionen Europas hohe Luftschadstoffimmission in der Stadt, die bisweilen mit dem bloßen Auge erkennbar ist.

## Geschichte

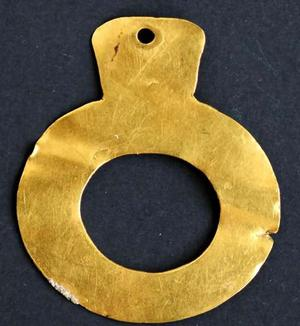
Prähistorischer Schmuck. Gefunden in Ptolemaida

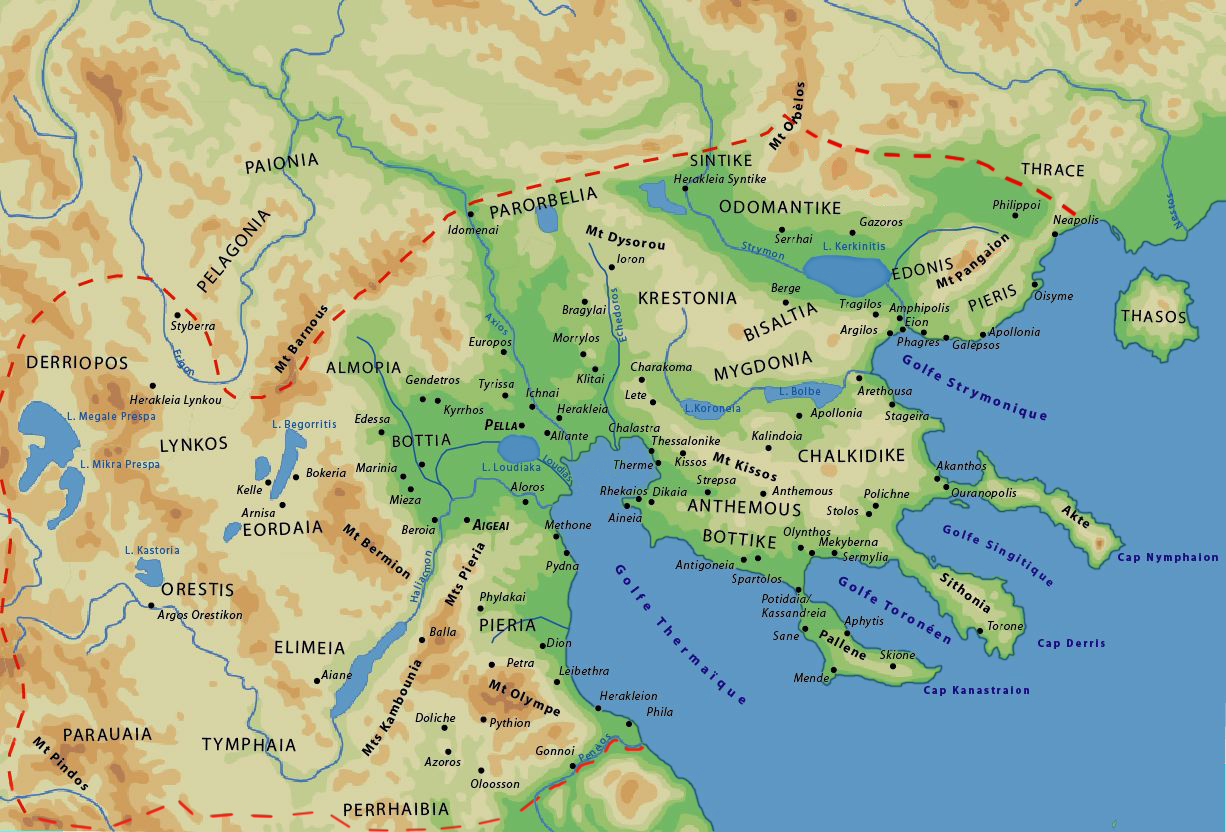
Karte des Makedonischen Königreiches zur Zeit Philipp II.

### Vorantike und antike Zeit
Nach archäologischen Funden ist die Region von Ptolemaida (Eordaia) bereits ab dem 6. Jahrtausend vor Christus besiedelt. Um 2200 vor Christus sollen im Bereich des heutigen Westmakedonien Äolier und Arkadier als sogenannte Protohellenen gelebt haben – exakte Quellen, welche eine Besiedlung durch diese Völker belegen, existieren aber nicht. Inwieweit Pelasger und/oder Thraker die Region besiedelt haben, ist ebenfalls nicht zweifelsfrei erwiesen.
In der Antike wurde die Bezeichnung Eordaia für die besiedelte Region um Ptolemaida regelhaft verwendet. An der Stelle des heutigen Ptolemaida selbst befand sich keine nennenswerte antike Siedlung. Bereits im 6. Jahrhundert vor Christus gehörte Eordaia zum Machtbereich des makedonischen Königreiches. Spätestens unter Philipp II. fiel Eordaia und damit auch Ptolemaida formal an das Königreich Makedonien. Zwei Generäle Alexanders des Großen kamen aus Eordaia: Ptolemaios I. Soter und Aristonous. Mit Zerfall des Reiches von Alexander dem Großen 323 vor Christus verblieb Eordaia bei Makedonien unter König Philipp III. Arrhidaios. Mit der endgültigen Eroberung von Makedonien durch das Römische Reich 168 vor Christus (Schlacht von Pydna) fiel Eordaia an Rom.
In der römischen Zeit (168 v. Chr. – 395 n. Chr.) prosperierte insbesondere der nördliche Teil von Eordaia mit den Siedlungen Petres und Kella (Cellae) durch die Via Egnatia, welche Eordaia im Norden passierte. An der Stelle des heutigen Ptolemaida befand sich keine nennenswerte Siedlung.

### Byzantinische Zeit (395–1389)
Nach Zerfall des Römischen Reiches um 395 nach Christus fiel die Region Eordea an das Byzantinische Reich. Aus dem 4. Jahrhundert nach Christus finden sich Überreste frühchristlicher Basiliken (in den Dörfern Akrini und Voskochori, nicht jedoch im Gebiet der heutigen Stadt Ptolemaida). Unter Kaiser Justinian I. (527–565) wurde das Gebiet von Eordea dem Thema Makedonien zugeteilt und das Gebiet entsprechend der Themenverfassung mit Festungen ausgestattet. Ab 581 kam es entsprechend den Berichten von Johannes von Ephesos zu ersten Einfällen der Slawen auf den Balkan und damit auch in das Gebiet Eordea. Teile der Slawen siedelten sich fest an. Im Zeitraum zwischen 650 und 717 wird die Region Eordea dem großbulgarischen Reich einverleibt und nicht mehr Bestandteil des Byzantinischen Reiches. Sie blieb unter bulgarischer Kontrolle, bis der byzantinische Kaiser Basileios II. 1003 bis 1018 die Region Eordea für das Byzantinische Reich eroberte. 1204 fiel Konstantinopel im Rahmen des 4. Kreuzzugs. Die darauffolgende Zersplitterung des byzantinischen Reiches brachte die Region Eordea unter Kontrolle des Königreichs Thessaloniki unter Bonifatius I. (Montferrat). Dessen Herrschaft währte jedoch nur bis 1218, als das Despotat Epirus unter Theodoros I. Angelos die Kontrolle über die Region Eordea gewann. Das Kaiserreich Nicäa unter Johannes III. eroberte die Eordea zwischen 1246 (Fall von Thessaloniki) und 1259 (Schlacht von Pelagonia) wieder für das Byzantinische Reich. Der serbische Kaiser Stefan Uroš IV. Dušan konnte ab 1343 große Teile Makedoniens und somit auch die Region Eordea dem Großserbischem Reich einverleiben. Durch den Einmarsch der Osmanen auf den Balkan fiel die Region Eordea in der zweiten Hälfte des 14. Jahrhunderts unter die Kontrolle des Osmanischen Reichs, dessen Kontrolle seit der Schlacht auf dem Amselfeld 1389 sich verfestigte.

### Osmanische Zeit (1389–1912)
In der Zeit unter Herrschaft des Osmanischen Reiches wurde die Region Eordea in Region Kayılar (griechisch Καϊλάρ) genannt. Die Siedlung Kayılar im Bereich der heutigen Stadt Ptolemaida war namensgebend für die Region. Ab 1385 kam es in der Region Eordea oder Kayılar zur Ansiedlung von Muslimen, vorwiegend aus dem Dienst des osmanischen Heeres geschiedene Soldaten. Durch diese Ansiedlung verschoben sich die Anteile der Volksgruppen zu Gunsten der türkischen Siedler, welche bis zum Ende der osmanischen Herrschaft 1912 die Mehrheit bildeten. 1661 beschrieb der türkische Reisende Evligia Efendi Tselembi das Dorf Kayılar als Ansammlung von 200 Häusern mit Bad, Moschee und mehreren Geschäften. Neben der überwiegen osmanischen Bevölkerung in Dörfern wie Kayılar existierten in der Region Kayılar auch Dörfer mit griechischer Bevölkerungsmehrheit wie beispielsweise Asvestopetra. Die bereits im 6. Jahrhundert eingewanderten Slawen wie auch die im Zeitraum der bulgarischen Herrschaft angesiedelten Bulgaren bildeten weitere Bevölkerungsgruppen in der Region. Der griechische Unabhängigkeitskrieg (1821–1829) erfasste die Region nicht. Auch nachfolgende Auseinandersetzungen zwischen dem Königreich Griechenland und dem Osmanischen Reich wie der Türkisch-Griechische Krieg zwischen 1896 und 1897 oder die Abtretung Thessaliens an das Königreich Griechenland 1881 hatten zunächst keinen Einfluss auf die Region um Ptolemaida. Nach lokaler Überlieferung siedelte sich 1870 die erste griechische Familie im Dorf Kayılar an.

### Neugriechische Zeit (ab 1912)
Im Ersten Balkankrieg 1912 wurde das Dorf Kayılar am 15. Oktober 1912 (julianischer Kalender)/Anfang November (gregorianischer Kalender) von griechischen Truppen erobert und 1918 als Landgemeinde (kinotia) Kailaria (Καϊλάρια) anerkannt. Zunächst blieb die türkische Bevölkerungsmehrheit noch bestehen: bis 1923 waren Angehörige der türkischen Bevölkerungsgruppe Bürgermeister von Kayılar bzw. Ptolemaida. Nach dem Griechisch-Türkischen Krieg und der griechischen Niederlage (kleinasiatische Katastrophe) 1922 vereinbaren die griechische und türkische Regierung (Vertrag von Lausanne) einen großen „Bevölkerungsaustausch“. 500.000 Türken mit Siedlungsgebieten in Makedonien und Thrakien mussten diese verlassen und wurden in die Türkei zwangsweise umgesiedelt. Im „Gegenzug“ mussten 1,5 Millionen Griechen ihre Siedlungsgebiete in Kleinasien verlassen und wurden nach Griechenland zwangsweise umgesiedelt. Kayılar (Ptolemaida) ist von diesem „Bevölkerungsaustausch“ besonders betroffen: es verliert seine türkische Bevölkerungsmehrheit, gewinnt gleichzeitig eine griechische Bevölkerungsmehrheit durch Ansiedlung von griechischen Kleinasienflüchtlingen und erhält somit eine weitestgehend neue Bevölkerung. 1922 verließen 10 Menschen die Gegend von Kailar, 1923 waren es 30.770 Menschen, welche über Thessaloniki in die Türkei verbracht wurden. Im gleichen Zeitraum verließen 95 Personen der slawisch-mazedonischen Bevölkerungsgruppe Kailaria bzw. Ptolemaida. Neben der Flüchtlingsproblematik hatte die Bevölkerung auch mit der zur damaligen Zeit noch vorhandenen Malaria zu kämpfen: zwischen 1921 und 1925 waren 35-95 % der Flüchtlinge in der Region Kailaria (Ptolemaida) an Malaria erkrankt.
1927 wurde Kailaria durch Dekret des griechischen Staatspräsidenten in Anlehnung an den makedonischen Feldherrn Ptolemaios I. Soter in Ptolemaida umbenannt. Die nach dieser Umbenennung unverändert bezeichnete Provinz Kailaria (Eparchia Kailarion) wird Ende 1927 durch ein erneutes Dekret des griechischen Staatspräsidenten in Provinz Eordea (Eparchia Eordeas bzw. Eordea) umbenannt.
Im Rahmen des Balkanfeldzugs des Zweiten Weltkriegs der deutschen Wehrmacht 1941 wurde Ptolemaida am 13. April 1941 von deutschen Truppen nach der Schlacht von Vevi und der damit verbundenen Eroberung des Klidi-Pass am Nordrand der Ebene von Eordaia besetzt. Am 8. September 1942 erhielt das Dorf Ptolemaida die Stadtrechte durch Umwandlung der Verwaltungseinheit koinotita (κοινότητα) in einen dimos (δήμος) bei damals 8.000 Einwohnern. Im Oktober 1944 ziehen sich die deutschen Truppen aus Griechenland zurück.
Von Mitte 1946 bis Mitte 1949 war Ptolemaida auch Schauplatz des griechischen Bürgerkrieges.
In der Ortschaft Kardia, welche 2001 von ihren Einwohnern verlassen wurde, wurde am 8. Juli 1959 von den ansässigen Bewohnern verlangt, öffentlich zu beschwören, dass die slawisch-mazedonische Sprache nicht verwendet wird.

## Bevölkerung, Verwaltung und Politik

### Verwaltungsgliederung
Die Gemeinde Ptolemaida wurde 1997 um einige benachbarte Landgemeinden erheblich erweitert. Mit der Verwaltungsreform 2010 ging Ptolemaida in der neu geschaffenen Gemeinde Eordea auf, in der es seither einen Gemeindebezirk bildet.
| Stadtbezirk Ortsgemeinschaft | griechischer Name              | Code     | Fläche (km²) | Einwohner 2001 | Einwohner 2011 | Dörfer und Siedlungen                                                             |
| ---------------------------- | ------------------------------ | -------- | ------------ | -------------- | -------------- | --------------------------------------------------------------------------------- |
| Ptolemaida                   | Δημοτική Κοινότητα Πτολεμαΐδος | 14030101 | 57,590       | 28.942         | 32.142         | Ptolemaida, Allgemeines Krankenhaus Bodosakio, Hotel Pandelidis, Hotel Ptolemaios |
| Asvestopetra                 | Τοπική Κοινότητα Ασβεστοπέτρας | 14030102 | 23,798       | 00740          | 00739          | Asvestopetra                                                                      |
| Galatia                      | Τοπική Κοινότητα Γαλατείας     | 14030103 | 17,189       | 00530          | 00393          | Galatia                                                                           |
| Drosero                      | Τοπική Κοινότητα Δροσερού      | 14030104 | 10,497       | 00327          | 00342          | Drosero                                                                           |
| Kardia                       | Τοπική Κοινότητα Καρδίας       | 14030105 | 09,196       | 00000          | 00005          | Kardia                                                                            |
| Komanos                      | Τοπική Κοινότητα Κομάνου       | 14030106 | 09,503       | 00523          | 00107          | Komanos                                                                           |
| Mavropigi                    | Τοπική Κοινότητα Μαυροπηγής    | 14030107 | 21,051       | 00649          | 00456          | Mavropigi                                                                         |
| Olymbias                     | Τοπική Κοινότητα Ολυμπιάδος    | 14030108 | 12,461       | 00693          | 00614          | Olymbias                                                                          |
| Pendavrysos                  | Τοπική Κοινότητα Πενταβρύσου   | 14030109 | 05,392       | 00305          | 00224          | Pendavrysos                                                                       |
| Perdikkas                    | Τοπική Κοινότητα Περδίκκα      | 14030110 | 31,564       | 01.854         | 01.582         | Perdikkas                                                                         |
| Proastio                     | Τοπική Κοινότητα Προαστίου     | 14030111 | 10,738       | 00863          | 00649          | Proastio, Palia Ambelia                                                           |
| Pteleon                      | Τοπική Κοινότητα Πτελεώνος     | 14030112 | 09,222       | 00113          | 00036          | Pteleon                                                                           |
| Gesamt                       | Gesamt                         | 140301   | 218,201      | 35.539         | 37.289         |                                                                                   |

Bevölkerungsentwicklung der Stadt Ptolemaida
| 1913   | 1920   | 1928   | 1940   | 1951   | 1961   | 1971   | 1981   | 1991   | 2001   | 2011   |
| ------ | ------ | ------ | ------ | ------ | ------ | ------ | ------ | ------ | ------ | ------ |
| 05.554 | 07.103 | 06.442 | 07.719 | 08.816 | 12.747 | 16.588 | 22.109 | 25.195 | 28.942 | 32.142 |

## Wirtschaft, Infrastruktur und Verkehr

### Wirtschaft
Ptolemaida hat eine enorme Bedeutung für die Energiewirtschaft in Griechenland. Die Stadt wird auch als das Energiezentrum Griechenlands bezeichnet. Grund für diese bedeutende Rolle sind die Braunkohle-Vorkommen in der Ebene von Eordaia und nach Norden hin fortgesetzt im östlichen Teil der Ebene von Florina. Die Braunkohle wird zur Befeuerung von Kraftwerken verwendet, die der Stromerzeugung dienen. Die größten sind die Kraftwerke Agios Dimitrios und Kardia, die gemäß WWF-Liste dem höchsten Ausstoß an Kohlendioxid pro erzeugter Kilowattstunde (kWh) Strom in Europa aufweisen. 70 % des griechischen Stroms werden in Westmakedonien, darunter auch in Ptolemaida, produziert. Daneben wird auch die Abwärme der Braunkohlekraftwerke zur Heizung von Ptolemaida genutzt.
Braunkohle wird im Tagebau an mehreren Orten gewonnen: südöstlich von Ptolemaida auf einer Fläche von etwa 15 mal 8 Kilometer und auf einer kleineren Fläche nördlich von Ptolemaida (Achlada, Perdikkas). Neben den Abbaugebieten in der Ebene von Eordaia um Ptolemaida herum existieren in Griechenland noch Braunkohle-Vorkommen in Megalopoli auf dem Peloponnes, in der Umgebung von Drama, in der Umgebung von Elassona und in der Ebene von Florina (Meliti, Vevi). Die ersten Vorkommen wurden um Ptolemaida herum in den 1950er Jahren entdeckt. Nachfolgend wurden Kraftwerke zur Verwertung der Braunkohle zur Stromerzeugung in Betrieb genommen. Im gesamten Braunkohle-Revier von Florina und Ptolemaida werden seit 2003 fünf Braunkohlekraftwerke mit einer Gesamtleistung von 4438 Megawatt betrieben. 2005 wurden mehr als 52 Millionen Tonnen Braunkohle gefördert. Insgesamt sind 5000 Menschen in diesem Wirtschaftszweig beschäftigt.
Der Teilort Mavropigi liegt am Rande der Abbauzone und wurde bereits geräumt, die Toten werden umgebettet, die Kirche ist schon weggebaggert. Zugleich wird das Kraftwerk Ptolemaida V mit Unterstützung der deutschen KFW-Bank gebaut. Es wird auf 660 Megawatt ausgelegt und soll 2022 fertig werden, obwohl auch in Griechenland die Braunkohlegewinnung rückläufig ist. Die Braunkohle lieferte 2009 noch etwa 50 Prozent des griechischen Stroms, aber der Anteil beträgt neun Jahre später nur noch 30 Prozent.
Auf aufgelassenen Tagebaustätten soll eines der weltweit größten Solarkraftwerke entstehen. Eine Tochtergesellschaft der DEI plant eine Photovoltaikanlage auf 530 Hektar mit einer Leistung von 200 Megawatt.

### Verkehr
Bereits im späten 19. Jahrhundert besaß Ptolemaida (damaliger Name Kaīlar) ausgebaute Straßen nach Amynteo (damaliger Name Sorovic) und Kozani. In den 1960er Jahren wurde mit Fertigstellung der Nationalstraße 3 (Europastraße 65) Ptolemaida an das überregionale griechische Straßennetz angeschlossen. In den späten 1990er Jahren wurde begonnen, die Straßeninfrastruktur im Zuge des gestiegenen Verkehrsaufkommens weiter auszubauen. Hierbei wurde die Nationalstraße 3 teilweise in nördlicher Richtung nach Amyndeo und Florina neu trassiert und gebaut. In südlicher Richtung erfolgte ebenfalls eine teilweise Neutrassierung und Bau der Nationalstraße 3 nach Kozani. Seit 2004 ist Ptolemaida mittelbar an das griechische Autobahnnetz über Nationalstraße 3 angeschlossen (Anschlussstelle Kozani-Nord an der Autobahn 2).
Ptolemaida hat einen Bahnhof an der Strecke Amyndeo–Kozani. Er liegt im Osten der Stadt. Die Strecke wurde 1953 eröffnet und schließt vor allem die Braunkohlegruben in der Umgebung an. Nach zwischenzeitlicher Einstellung des Betriebes von 2002 bis Januar 2007, um die Strecke in Stand zu setzen, ist sie seitdem wieder befahrbar. Personenverkehr findet jedoch nicht statt (2020).